# Estigmena chinensis
Estigmena chinensis es una especie de insecto coleóptero de la familia Chrysomelidae.
Fue descrita científicamente en 1840 por Hope.